# Бабчизна
Бабчизна (пол. Babczyzna) — село в Польщі, у гміні Острувек Любартівського повіту Люблінського воєводства.
Населення — 68 осіб (2011).

## Демографія
Демографічна структура станом на 31 березня 2011 року:
|          | Загалом | Допрацездатний вік | Працездатний вік | Постпрацездатний вік |
| -------- | ------- | ------------------ | ---------------- | -------------------- |
| Чоловіки | 31      | 7                  | 19               | 5                    |
| Жінки    | 37      | 6                  | 20               | 11                   |
| Разом    | 68      | 13                 | 39               | 16                   |